# Pyrgulopsis scalariformis
Pyrgulopsis scalariformis är en snäckart som först beskrevs av Wolf 1869.  Pyrgulopsis scalariformis ingår i släktet Pyrgulopsis och familjen tusensnäckor. Inga underarter finns listade i Catalogue of Life.